# Krimsko hribovje - Menišija
Krimsko hribovje - Menišija este o arie protejată (arie specială de conservare — SAC, sit de importanță comunitară — SCI) din Slovenia întinsă pe o suprafață de 20.334,38 ha, integral pe uscat.

## Localizare
Centrul sitului Krimsko hribovje - Menišija este situat la coordonatele 45°54′22″N 14°25′06″E / 45.9061°N 14.4182°E.

## Înființare
Situl Krimsko hribovje - Menišija a fost declarat sit de importanță comunitară în aprilie 2004 pentru a proteja 2 specii de plante și 19 specii de animale. Situl a fost protejat și ca arie specială de conservare în februarie 2012.

## Biodiversitate
Situată în ecoregiunea alpină, aria protejată conține 10 habitate naturale: Turlough, Râuri de munte și vegetația erbacee de pe malurile acestora, Pajiști uscate seminaturale și facies de acoperire cu tufișuri pe substraturi calcaroase (Festuco-Brometalia) (* situri importante pentru orhidee), Pajiști cu Molinia pe soluri calcaroase, turboase sau argilos-nămoloase (Molinion caeruleae), Mlaștini turboase de tranziție și turbării mișcătoare, Mlaștini calcaroase cu Cladium mariscus și specii de Caricion davallianae, Mlaștini alcaline, Pante stâncoase calcaroase cu vegetație casmofită, Peșteri inaccesibile publicului, Păduri ilirice de Fagus sylvatica (Aremonio-Fagion).
La baza desemnării sitului se află mai multe specii protejate:
- plante (2): Buxbaumia viridis, Primula carniolica
- amfibieni (2): izvoraș-cu-burta-galbenă (Bombina variegata), Triturus carnifex
- mamifere (7): liliac cârn (Barbastella barbastellus), lupul (Canis lupus), râs eurasiatic (Lynx lynx), liliac cu urechi mari (Myotis bechsteinii), liliac cărămiziu (Myotis emarginatus), liliacul mic cu potcoavă (Rhinolophus hipposideros), urs brun (Ursus arctos)
- nevertebrate (9): Austropotamobius torrentium, fluturele-tigru (Callimorpha quadripunctaria), Carabus variolosus, Cordulegaster heros, Leptodirus hochenwartii, rădașcă (Lucanus cervus), croitorul cenușiu al stejarului (Morimus funereus), Rosalia alpina, Vertigo angustior
- pești (1): zglăvoacă (Cottus gobio)